# Iberoniscus breuili
Iberoniscus breuili es una especie de crustáceo isópodo terrestre de la familia Trichoniscidae.

## Distribución geográfica
Son endémicos de la España peninsular.